# رالف سائنز
رالف سائنز (به انگلیسی: Ralph Saenz) (زاده ۱۷ می ۱۹۶۵) خواننده، ترانه سرا، بازیگر آمریکایی است.
از فیلم‌های معروف او می‌توان به بازی در فیلم ستاره راک اشاره کرد.